# Río Sarapullo
Der Río Sarapullo, alternative Schreibweise: Río Zarapullo, ist ein etwa 47 km langer rechter Nebenfluss des Río Toachi im Nordwesten von Ecuador.

## Flusslauf
Der Río Sarapullo entspringt an der Nordflanke des 5126 m hohen Vulkans Illiniza Norte in der Cordillera Occidental. Das Quellgebiet liegt auf einer Höhe von etwa 4150 m. Der Río Sarapullo fließt in überwiegend nordwestlicher Richtung durch das Gebirge. Er bildet auf seiner gesamten Länge die Grenze zwischen den Provinzen Cotopaxi und Pichincha. Schließlich mündet er in den Río Toachi. Unterhalb der Einmündung des Río Sarapullo in den Río Toachi befindet sich die Toachi-Talsperre. Diese wurde im Rahmen des Wasserkraftprojekts Toachi-Pilatón errichtet.

## Einzugsgebiet
Der Río Sarapullo entwässert ein Areal von etwa 390 km². Das Einzugsgebiet erstreckt sich über eine Länge von 15 km entlang dem Gebirgskamm der Cordillera Occidental. Es reicht vom Vulkan Corazón im Norden bis zum Vulkan Illiniza im Süden.